# Andrzej Stelmachowski
Andrzej Stanisław Ksawery Stelmachowski (Poznań, 28 gennaio 1925 – Varsavia, 6 aprile 2009) è stato un politico, giurista, insegnante e ministro polacco, maresciallo del Senato della Polonia dal 22 novembre 1989 al 31 dicembre 1989.